# William Keith († 1444)
Sir William Keith († Oktober 1444) war ein schottischer Adliger und Marschall von Schottland.
Er war der einzige Sohn und Erbe des Sir Robert Keith.
Spätestens im April 1426 war er zum Ritter geschlagen worden. Beim Tod seines Vaters, spätestens im Juli 1430, erbte er von diesem das Staatsamt des Great Marischal of Scotland sowie die Chiefwürde des Clan Keith.
Im April 1414 heiratete er Mary Hamilton, Tochter des Sir John Hamilton of Cadzow († um 1402). Mit ihr hatte er sechs Kinder:
- Sir Robert Keith († 1446);
- William Keith, 1. Earl Marischal († 1483);
- John Keith;
- Alexander Keith;
- Marion Keith ⚭ Alexander Fraser, 5. Laird of Lovat;
- Elizabeth Keith ⚭ Sir Alexander de Irwyn, 4. Laird of Drum.